# Little Willie
Little Willie byl prototyp britského tanku, který byl zkoušen roku 1915. Měl překonávat zákopy a prorážet tak linii nepřítele, pro tyto účely byl chráněn slabým pancířem proti ručním zbraním. Jednalo se o historicky první prakticky použitelné pásové obrněné vozidlo. Pro bojové účely byl nevhodný, stal se však základem pro další britské tanky první světové války, především jako přímý předchůdce těžkého tanku Mark I.
Tank vážil 18,3 tuny a jeho pancíř byl snýtován z šestimilimetrového kotlového plechu. Měl být osazen dvěma dvouliberními děly Vickers, druhotnou výzbroj měl tvořit jeden či více kulometů. Osádku mělo tvořit šest mužů. K pohonu sloužil benzinový šoupátkový motor Foster-Daimler Knight o výkonu 105 k, s nímž stroj dosahoval maximální rychlost 3,2 km/h. Řízení pásového vozidla pomáhala dvojice vlečených kol.
Při zkouškách překonal Little Willie 1,5 m široký příkop a vystoupal na 30 cm vysokou překážku..